# Jerzy Kwieciński (oficer)
Jerzy Kazimierz Kwieciński (ur. 2 października 1889 w Strzelnie, zm. wiosną 1940 w Charkowie) – polski prawnik, major artylerii rezerwy Wojska Polskiego, powstaniec wielkopolski, uczestnik wojny polsko-bolszewickiej, ofiara zbrodni katyńskiej.

## Życiorys
Jerzy Kazimierz Kwieciński urodził się 2 października 1889 roku w Strzelnie jako syn Jana i Anieli z Łyskowskich. Był bratem Bogdana, od 1937 roku attaché wojskowego i lotniczego w Londynie. Ukończył gimnazjum klasyczne w Inowrocławiu, a następnie studiował prawo.
W sierpniu 1914 roku został zmobilizowany do wojska niemieckiego i wysłany na front zachodni do Francji, gdzie awansował najpierw na podporucznika, a potem w 1918 roku na porucznika.
Od grudnia 1918 roku organizował w Inowrocławiu Polską Organizację Wojskową. Wkrótce przyłączył się do powstania wielkopolskiego. 5 stycznia 1919 roku został komendantem Inowrocławia, a następnie dowódcą oddziału zbąszyńskiego w II Grupie Zachodniej. Od marca 1919 roku był szefem sztabu Okręgu i Frontu Zachodniego. Jako szef sztabu 1 Dywizji Strzelców Wielkopolskich walczył na wojnie z bolszewikami. 15 lipca 1920 roku został zatwierdzony z dniem 1 kwietnia 1920 roku w stopniu majora, w artylerii, w grupie oficerów byłej armii niemieckiej. Przysługiwał mu wówczas tytuł „przydzielony do Sztabu Generalnego”.
W 1922 roku był oficerem rezerwy 14 pułku artylerii polowej w Poznaniu, a w latach 1923–1924 oficerem rezerwy 7 pułku artylerii ciężkiej w Poznaniu. W 1934 roku, jako major rezerwy artylerii ze starszeństwem z dniem 1 czerwca 1919 roku i 26. lokatą, pozostawał w ewidencji Powiatowej Komendy Uzupełnień Poznań Miasto. Posiadał przydział do Oficerskiej Kadry Okręgowej Nr VII.
W okresie międzywojennym pracował jako urzędnik ubezpieczeniowy i był członkiem organizacji kombatanckich.

W czasie kampanii wrześniowej 1939 roku – po agresji ZSRR na Polskę – w nieznanych okolicznościach dostał się do niewoli sowieckiej i osadzono go w obozie w Starobielsku. Wiosną 1940 roku został zamordowany przez funkcjonariuszy NKWD w Charkowie i pogrzebany potajemnie w bezimiennej mogile zbiorowej w Piatichatkach, gdzie od 17 czerwca 2000 roku mieści się oficjalnie Cmentarz Ofiar Totalitaryzmu w Charkowie. Figuruje na Liście Starobielskiej NKWD, pod poz. 1473.
5 października 2007 roku minister obrony narodowej Aleksander Szczygło mianował go pośmiertnie na stopień podpułkownika. Awans został ogłoszony 9 listopada 2007 roku w Warszawie, w trakcie uroczystości „Katyń Pamiętamy – Uczcijmy Pamięć Bohaterów”.

## Ordery i odznaczenia
- Krzyż Niepodległości (20 grudnia 1932)[15]
- Krzyż Kawalerski Orderu Odrodzenia Polski
- Krzyż Walecznych (dwukrotnie)[16]
- Złoty Krzyż Zasługi (22 grudnia 1928)[17][16]